# Right Place Right Time
Right Place Right Time – trzeci album angielskiego wokalisty Olly'ego Mursa, wydany w listopadzie 2012 roku przez wytwórnie płytowe Epic Records oraz Syco Music. Album zawiera 12 premierowych utworów wokalisty. Krążek uzyskał status podwójnej platynowej płyty w Wielkiej Brytanii. Pierwszym singlem z płyty został utwór "Troublemaker", który zajął 1. miejsce na prestiżowej liście przebojów UK Singles Chart.
W pierwszym tygodniu po premierze album rozszedł się w liczbie 127 000 egzemplarzy, dzięki czemu uplasował się na 1. miejscu UK Albums Chart oraz stał się najszybciej sprzedającym albumem męskiego artysty w Wielkiej Brytanii w 2012 roku.

## Lista utworów
| #   | Tytuł | Czas |
| --- | --- | ---- |
| 1.  | "Army of Two" Autor: Olly Murs, Wayne Hector, Iyiola Babalola, Darren Lewis Producent: Future Cut             | 4:47 |
| 2.  | "Troublemaker" (featuring Flo Rida) Autor: Murs, Steve Robson, Claude Kelly, Tramar Dillard Producent: Robson | 3:06 |
| 3.  | "Loud and Clear" Autor: Murs, Kelly, Chuck Harmony Producent: Harmony                                         | 3:49 |
| 4.  | "Dear Darlin'" Autor: Murs, Ed Drewett, Jim Eliot Producent: Drewett, Eliot                                   | 3:25 |
| 5.  | "Right Place Right Time" Autor: Murs, Robson, Kelly Producent: Robson                                         | 3:13 |
| 6.  | "Hand on Heart" Autor:Murs, Hector, Ben Kohn, Pete Kelleher, Tom Barnes, Iain James Producent: TMS            | 3:16 |
| 7.  | "Hey You, Beautiful" Autor: Murs, Robson, Kelly Producent: Robson                                             | 3:06 |
| 8.  | "Head to Toe" Autor: Murs, Kelly, Harmony Producent: Harmony                                                  | 3:15 |
| 9.  | "Personal" Autor: Murs, Hector, Kohn, Kelleher, Barnes, Christopher Houston Producent: TMS                    | 3:15 |
| 10. | "What a Buzz" Autor: Ed Drewett, Julian Bunetta, John Ryan Producent: Bunetta                                 | 3:07 |
| 11. | "Cry Your Heart Out" Autor: Murs, Hector, Lucas Secon, Carsten Mortensen Producent: Lucas Secon               | 3:39 |
| 12. | "One of These Days" Autor: Murs, Steve Kipner, Andrew Frampton, Bunetta Producent: Frampton, Kipner           | 3:06 |

## Notowania i certyfikaty
| Lista (2011–2012)                | Najwyższa pozycja |
| -------------------------------- | ----------------- |
| Australia (ARIA Charts)          | 84                |
| Irlandia (IRMA)                  | 3                 |
| Korea Południowa (GAON)          | 32                |
| Nowa Zelandia (RIANZ)            | 31                |
| Szkocja (OCC)                    | 1                 |
| Szwajcaria (Schweizer Hitparade) | 63                |
| UK Albums Chart                  | 1                 |

| Kraj                  | Certyfikat | Sprzedaż |
| --------------------- | ---------- | -------- |
| Wielka Brytania (BPI) | 2× Platyna | 600,000+ |

## Historia wydania
| Kraj              | Data              | Format               | Wytwórnia                |
| ----------------- | ----------------- | -------------------- | ------------------------ |
| Holandia          | 23 listopada 2012 | CD, digital download | Sony BMG                 |
| Wielka Brytania   | 26 listopada 2012 | CD, digital download | Syco Music, Epic Records |
| Australia         | 30 listopada 2012 | CD, digital download | Sony Music Australia     |
| Polska            | 22 listopada 2013 | CD, digital download | Sony Music Poland        |
| Stany Zjednoczone | 16 kwietnia 2013  | CD, digital download | Syco Music, Epic Records |